# Andreas Obst
Andreas Obst (* 13. Juli 1996 in Halle (Saale)) ist ein deutscher Basketballspieler. Seit Sommer 2021 steht er beim FC Bayern München unter Vertrag. Mit der Nationalmannschaft wurde er 2022 Dritter der Europameisterschaft und 2023 Weltmeister.
Obst durchlief die Nachwuchsschule von Brose Bamberg und kam in der Saison 2014/15 erstmals in der Bundesliga zum Zuge. Nach zwei weiteren Bundesliga-Stationen und einem Abstecher nach Spanien ging er nach Ulm, dann zum FC Bayern München.

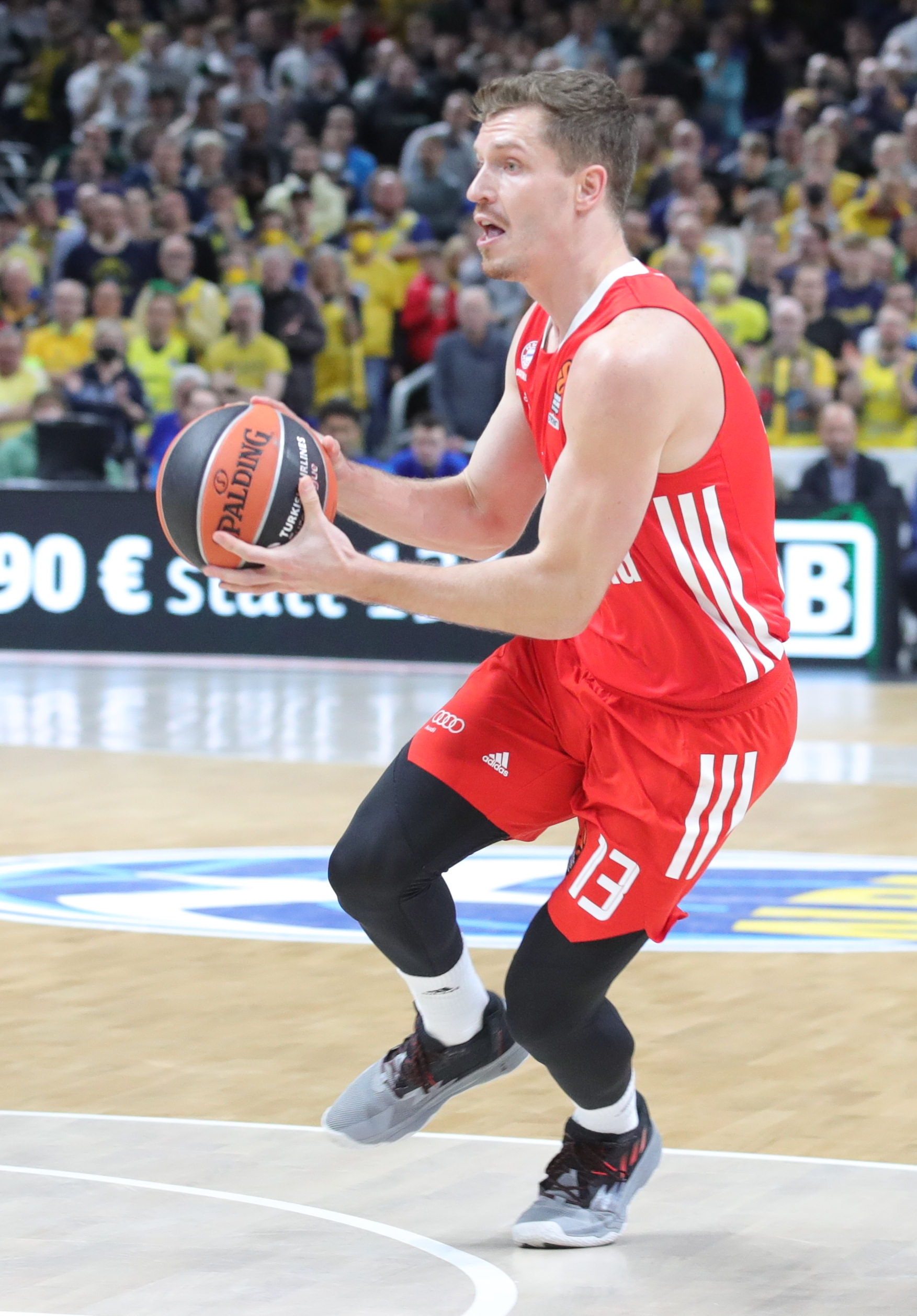
Andreas Obst

## Karriere
Obst begann seine Karriere bei seinem Stammverein USV Halle und spielte dann ab 2011 in der Jugend-Basketball-Bundesliga (JBBL) in der Nachwuchsmannschaft des TSV Tröster Breitengüßbach, die dem Nachwuchsprogramm des damaligen deutschen Meisters Brose Baskets Bamberg angeschlossen ist. Im Jahr darauf rückte der deutsche U16-Nationalspieler in die Juniorenmannschaft in der Nachwuchs-Basketball-Bundesliga (NBBL) auf und wurde bereits als 16-Jähriger in einzelnen Spielen der Herrenmannschaft in der dritthöchsten deutschen Spielklasse ProB eingesetzt. Die Güßbacher scheiterten jedoch als Titelverteidiger im Endspiel der NBBL am Team Urspring. Auch mit der Herrenmannschaft der Güßbacher blieb Obst am Saisonende glücklos, die in der Relegationsrunde der ProB abstiegen. Zur folgenden Saison wurde Obst daher in der ProB-Spielzeit 2013/14 beim Aufsteiger Bike-Café Messingschlager Baunach (heute Baunach Young Pikes, ebenfalls Kooperationspartner der Brose Baskets) eingesetzt. Den Baunachern gelang als Hauptrundenachter überraschend der Einzug in die Play-off-Finalserie und damit als Vizemeister der ProB der Aufstieg in die nächsthöhere Spielklasse ProA. Obst, der auch in die Süd-Auswahl beim All-Star-Game der NBBL 2014 berufen wurde, gehörte mit durchschnittlich über 20 Minuten Spielzeit bereits zu den Leistungsträgern der ProB-Mannschaft und erreichte mit der deutschen U18-Auswahl als Turniersieger der Division B 2014 den Wiederaufstieg in die Division A der besten europäischen Nachwuchs-Auswahlmannschaften; zusammen mit seinem Nationalmannschaftskameraden Mahir Agva wurde Obst in die Auswahl der fünf besten Spieler des Turniers in das „All-Tournament Team“ berufen.
Neben Einsätzen in der NBBL-Juniorenmannschaft kam Obst in der ProA-Spielzeit 2014/15 nicht nur zu regelmäßigen Einsätzen im Baunacher Farmteam, sondern mittels Doppellizenz unter Trainer Andrea Trinchieri auch zu seinen ersten Einsätzen in der höchsten deutschen Spielklasse Basketball-Bundesliga bei den Brose Baskets. Bei seinen acht Kurzeinsätzen in der Hinrunde der Bundesliga-Saison 2014/15 wurde Obst auch einmal zu Beginn als Mitglied der „ersten Fünf“ aufs Feld geschickt. Zudem bestritt Obst fünf Kurzeinsätze in der ersten Gruppenphase des europäischen Vereinswettbewerbs Eurocup.
Bei der U20-EM 2016 in Helsinki erreichte er mit der deutschen Auswahl den vierten Rang und verbuchte im Turnierverlauf innerhalb der DBB-Mannschaft den höchsten Punkteschnitt.
In der Saison 2016/17 spielte er beim Bundesligisten Gießen 46ers - Bamberg hatte ihn an die Hessen ausgeliehen. Im Sommer 2017 wurde er vom Bundesliga-Neuling Oettinger Rockets unter Vertrag genommen. Im August 2017 stand er im Aufgebot der deutschen Studentennationalmannschaft für die Sommer-Universiade 2017 in Taipeh. Anfang November 2017 wurde er erstmals in die deutsche A-Nationalmannschaft berufen und gab Ende des Monats im WM-Qualifikationsspiel gegen Georgien seinen Einstand. Damit war er der erste Debütant unter Bundestrainer Henrik Rödl, der das Amt zuvor von Chris Fleming übernommen hatte.
Mit den Rockets verfehlte er im Spieljahr 2017/18 den Bundesliga-Klassenerhalt. Obst war mit einem Punkteschnitt von 10,9 pro Partie Leistungsträger der Thüringer. Er wechselte während der Sommerpause 2018 zum spanischen Erstligisten Obradoiro CAB. In seinem Jahr in Spanien (2018/19) verbuchte Obst in 31 Spielen durchschnittlich 7,4 Punkte je Begegnung. In der Sommerpause 2019 wurde Obst vom Bundesligisten Ratiopharm Ulm unter Vertrag genommen.
Nach der Saison 2020/21, in der Obst mit 13,6 Punkten je Begegnung zweitbester Ulmer Korbschütze war, nahm er 2021 ein Angebot des FC Bayern München an. In München wurde wieder Andrea Trinchieri sein Trainer, beide arbeiteten schon in Bamberg zusammen. Im Juli 2021 trug Obst dazu bei, dass sich die deutsche Nationalmannschaft für die Olympischen Spiele in Tokio qualifizierte. Bei den Spielen war Obst mit 12 Punkten je Begegnung zweitbester Korbschütze der Deutschen. 2022 gewann er mit Deutschland EM-Bronze, Obst war mit einem Mittelwert von 11,6 Punkten je Spiel am Erfolg beteiligt. Im Februar 2023 gewann er mit dem FC Bayern München den deutschen Pokalwettbewerb.
Bei der in Indonesien, Japan und den Philippinen ausgerichteten Weltmeisterschaft 2023 erreichte Obst mit der Nationalmannschaft erst die K.-o.-Runde, wo sie im Viertelfinale nach einem Sieg über Lettland (81:79) ins Halbfinale einzog. Dort gewann die von Bundestrainer Gordon Herbert betreute Auswahl des Deutschen Basketball-Bundes in einem denkwürdigen Spiel in Manila mit 113:111 gegen die Vereinigten Staaten (nie zuvor waren so viele Punkte in einem WM-Halbfinale gefallen) und zog erstmals in ein Weltmeisterschaftsfinale ein. Obst war in dem Halbfinalspiel mit 24 Punkten bester Korbschütze und wurde als bester Spieler der Begegnung ausgezeichnet. Zum Endspielsieg (83:77 gegen Serbien), durch den Deutschland Weltmeister wurde, trug er sieben Punkte bei.
In der Saison 2023/24 gewann Obst mit München die deutsche Meisterschaft und den Pokalwettbewerb. Im Sommer 2024 nahm er an den Olympischen Sommerspielen in Paris teil und kam mit Deutschland auf den vierten Platz.
Am 22. November 2024 verwandelte Obst in der Partie des elften Spieltags der EuroLeague-Saison 2024/25 des FC Bayern München gegen den FC Barcelona elf Dreierwürfe (bei 16 Versuchen) und stellte einen neuen Liga-Rekord in einem Spiel auf. Die insgesamt 34 Punkte waren für Obst eine neue persönliche Bestmarke in einem EuroLeague-Spiel.
In der Saison 2024/25 wurde er mit dem FC Bayern erneut deutscher Meister, diesmal unter der Leitung von Trainer Gordon Herbert.

## Erfolge und Auszeichnungen
- Weltmeister: 2023
- MVP im WM Halbfinale gegen USA 2023
- Dritter der Europameisterschaft: 2022
- Deutscher Meister: 2015, 2016, 2024, 2025
- Deutscher Pokalsieger: 2023, 2024
- Aufstieg in die 2. Bundesliga ProA: 2014
- „Sportler des Jahres“ der Stadt Halle (Saale): 2023
- Mannschaft des Jahres 2023